# Теренций Страбон Эруций Гомулл
Тере́нций Страбо́н Эру́ций Гому́лл (лат. (Lucius) Terentius Strabo Erucius Homullus; умер после 83 года) — древнеримский государственный и политический деятель из знатного плебейского рода Теренциев, консул-суффект 83 года.

## Биография
Предположительно, Гомулл происходил из Италии. Его отцом или предком, возможно, был некто Луций Теренций Гомулл, а родственником — Гай Теренций Юниор. 
О гражданско-политической карьере Гомулла известно только лишь то, что в 83 году он занимал должность консула-суффекта совместно с Марком Корнелием Нигрином Куриацием Матерном. 
По всей видимости, его внуком являлся консул-суффект 146 года Гней Луций Теренций Гомулл Юниор.